# トミーノッカーズ
『トミーノッカーズ』（原題: The Tommyknockers）はスティーヴン・キングが1987年に発表した長編SF小説である。

## 特色・作風
キングの作品には珍しくUFOが登場するSF色の強い作品である。なお、キング自身は「本作品はSFなのか」という質問に対して「これは人間が道具に使われる話だ、私は道具がいかに動くかには関心がない、人間がいかに動くかに関心があるのだ」と答えている。また、本作品中に登場するエピソードは『レベッカ・ポールソンのお告げ』、『ヒリー・ブラウン』として短編としても発表されている。

## あらすじ
メイン州の田舎町ヘイヴン（注: ヘイブンはキングが創作した架空の町の名前）で創作活動をするボビ・アンダーソンは、ある日、飼い犬の散歩のために森に入り何かにつまづく。ボビはそれを掘り出したい、という衝動を抑えられなくなり、掘り出す作業に没頭していく。すると、今まで何の変哲もなかったヘイヴンの町のあちこちで次第に異変が起こるようになってくる。ボビの友人のジム・ガードナーは、虫の知らせでボビを訪ねてくるが、そこで異様な事態の展開を目撃することになる。

## 映像化
1993年5月9日から5月10日まで全2回に分けて、ABCテレビでミニシリーズとして放映された。日本ではワーナー・ホーム・ビデオから120分の短縮版ビデオが発売された後、1993年11月25日にオリジナル全長版が収録されたレーザーディスクが発売された。

### キャスト
- ジム：ジミー・スミッツ
- ボビー：マーグ・ヘルゲンバーガー
- ジョン・アシュトン
- アリス・ビーズリー
- ブライアント：ロバート・キャラダイン
- ルース保安官：ジョアンナ・キャシディ
- アニー・コーリー
- ジョー：クリフ・デ・ヤング
- ナンシー：トレイシー・ローズ
- E・G・マーシャル
- ビル・ジョンソン

## 映画化
2018年、映画化が進行している。『死霊館』シリーズを手がけるジェームズ・ワン監督が、『IT イット “それ”が見えたら、終わり。』などのホラーを手がける映画プロデューサーロイ・リーとタッグを組み、ジェレミー・スレイターが脚本執筆を担当することが決まった。

## 出版
日本では、吉野美恵子によって翻訳され、文藝春秋社より出版されている。
- トミーノッカーズ　上巻  ISBN 4167148137
- トミーノッカーズ　下巻　ISBN 4167148145